# Geschichte vom Floh und der Maus
Die Geschichte vom Floh und der Maus oder Der Floh und die Maus ist eine Erzählung aus den Geschichten aus Tausendundeine Nacht. Sie ist in der Arabian Nights Encyclopedia als ANE 52 gelistet. Sie ist eine Binnenerzählung in der größeren Geschichte vom Fuchs und dem Raben.
In der Fabelgeschichte tun sich ein Floh und eine Maus zusammen und stehlen einen Schatz.

## Handlung
Einst lebte eine Maus im Hause eines reichen Kaufmanns, der viele Waren und Geld besaß. Eines Nachts kroch ein Floh ins Bett des Kaufmanns und trank von seinem Blut. Der Kaufmann wurde durch den Biss wach und rief seine Sklavinnen und Diener herbei, die nach dem Floh suchten. Dieser versteckte sich rasch im Mauseloch und traf auf die Maus, die fragte, was den Floh hierherführe. Dieser erklärte, dass er dem Tode entkommen war und sich ins Loch der Maus geflüchtet habe. Nun ersuchte der Floh um die Hilfe der Maus und sie war einverstanden ihm Schutz zu gewähren. So schlossen sie Freundschaft und der Floh lebte nachts im Bett des Kaufmanns und ernährte sich von seinem Blut, am Tag aber blieb er im Schutz des Mauselochs. 
Eines Tages beobachtete die Maus, wie der Kaufmann eine Menge Goldmünzen unter sein Kopfkissen verbarg. Die Gier packte sie und sie fragte, den Floh, ob er glaube, dass sie das Geld in ihren Besitz bringen könnten. Der Floh ermahnte die Maus, sich nicht zu übernehmen und dabei Gefahr zu laufen erwischt zu werden. Doch die Maus ließ sich von ihrem Plan nicht abbringen und so trieb der Floh den Kaufmann mit Bissen aus dem Zimmer hinaus, während die Maus begann die Goldmünzen zu stehlen und in ihrem Bau zu bringen, bis keine einzige Münze mehr übrig war. Der Kaufmann aber glaubte, dass die Leute ihn bestohlen hatten.

## Hintergrund
Die Erzählung findet sich in der Kalkutta-II-Edition und wurde aus dieser von Richard Francis Burton und Enno Littmann in ihre Sammlungen aufgenommen.